# Малькова, Евгения Кирилловна
Евгения Кирилловна Малькова — советский хозяйственный и государственный деятель, лауреат Государственной премии СССР за выдающиеся достижения в труде.

## Биография
Родилась в 1935 году. Член КПСС.
В 1949—1989 годах — швея-мотористка, мастер ателье № 5 фабрики пошива и ремонта одежды № 1 московского городского производственного объединения «Силуэт».
За большой личный вклад в повышение качества обслуживания населения была в составе коллектива удостоен Государственной премии СССР за выдающиеся достижения в труде 1984 года.
Народный депутат СССР (1989—1991).
Член Совета старейшин при Мэре Москвы.
Жила в Москве.

## Награды
- Орден Ленина
- Орден Трудового Красного Знамени